# 島ゆいか
島 ゆいか（しま ゆいか、1996年9月20日 - ）は、日本の女優、歌手。熊本県出身。元アミューズ所属。可憐Girl'sの元メンバー。

## 略歴
2008年6月、テレビ東京系アニメ絶対可憐チルドレンで、1年限定で結成されたユニット可憐Girl'sにAYAMI（武藤彩未）SUZUKA（中元すず香）と共にYUIKA名義で参加。2009年3月31日に番組終了とともに活動も終了した。また、このアニメ番組の中でYUIKA役として声優に初挑戦している。
2012年、遠山昇司監督の映画「NOT LONG,AT NIGHT ‐夜はながくない‐」に出演、女優としての活動は本作が初演となる。遠山監督が"盲目の少女"という神秘的な役柄を演じる女の子として、未知数の可能性を秘めた女の子を探していた際、撮影監督の森賢一の推薦により出演が決まった。同映画は、第25回東京国際映画祭 日本映画・ある視点にノミネートされた。
2014年4月2日開始のアニメ『くつだる。』（NHK Eテレ）のメインキャストである「立花くらら」の声優を担当。同アニメの声優を担当する4名（堀内まり菜、金井美樹、佐藤日向、島ゆいか）でユニット「マボロシ☆ラ部」を結成し、同年11月19日に主題歌と挿入歌を収録したデビューシングル「Merry Go World」を発売。また、同年8月より、飯田來麗と共にUstreamにて番組「スピカの夜」を開始し、MCを務める。2015年2月1日、同番組の公開生放送で飯田來麗と共に音楽プロジェクトを始動させる事を発表。ユニット名は番組名と同名の「スピカの夜」。3月18日に1stデジタルシングル「SPICA」をiTunesとアミューズ公式音楽配信サイト「A! MUSIC」にて発売。2017年9月にスピカの夜の活動を終了。2023年3月31日を以てアミューズを退所。

## 人物
憧れのアーティストは、女優の天海祐希、上野樹里、黒木メイサ、モデルの長谷川潤。趣味は、映画鑑賞、カフェ巡り。好きな映画は、アバウト・タイム〜愛おしい時間について〜とレ・ミゼラブル。

## 出演

### テレビドラマ
- だから荒野 弟8話（2015年3月1日、NHK BSプレミアム） - 語り部の高校生 役
- スケープゴート（2015年4月12日 - 5月3日、WOWOW） - 三崎皓子（高校時代） 役
- 水曜ミステリー9 検事・沢木正夫3（2015年8月19日、テレビ東京） - 辻川嘉穂（25年前） 役
- 劇場霊からの招待状 第1話（2015年10月17日[注 1]、TBS） - 間宮祥子 役
- 女性作家ミステリーズ 美しき三つの嘘 第二話『炎』（2016年1月4日、フジテレビ） - 真希役
- メディカルチーム レディ・ダ・ヴィンチの診断 第3話（2016年10月25日、関西テレビ） - 塩田麗奈 役
- TRUE COLORS 第8話（2025年2月23日、NHK BS・BSプレミアム4K） - 焙煎豆の店の店員 役[15]

### テレビアニメ
- くつだる。（2014年4月 - 2015年9月、NHK Eテレ） - 立花くらら 役
2014年9月24日より、番組内の投稿コーナーに自身も出演。

### 映画
- NOT LONG,AT NIGHT ‐夜はながくない‐（2012年） - 盲目の少女 役
- 好きっていいなよ。（2014年7月12日、松竹）
- うつくしいひと（2016年） - 高校時代の鈴子 役
- ジョジョの奇妙な冒険 ダイヤモンドは砕けない 第一章（2017年8月4日、東宝、ワーナー・ブラザース映画）
- 8年越しの花嫁 奇跡の実話（2017年12月16日、松竹）
- いぬやしき（2018年4月20日、東宝）

### 舞台
- オーバーリング・ギフト（2017年6月15日 - 6月25日） - ルージュ 役
- ユーミン×帝劇 vol.3 朝陽の中で微笑んで（2017年11月27日 - 12月20日） - 里華 役
- THE CIRCUS! -EPISODE2 Separation-（2018年6月17日 - 7月13日） - エレーナ・テレシコワ 役
- まさに世界の終わり（2018年9月 - 11月）
- FACTORY GIRLS～私が描く物語～（2019年9月-10月）
- 地球ゴージャス二十五周年祝祭公演「星の大地に降る涙 THE MUSICAL」（2020年3月20日 - 3月27日） - シーナ役
- 地球ゴージャス Broadway Musical「The PROM」（2021年3月10日 - 4月13日） - ケイリー役
- アニー（2022年4月-8月、2023年4月-） - リリー 役[16][17]
- ぼくらの七日間戦争2025（2025年8月24日 - 11月9日〈予定〉） - 堀場久美⼦ 役[18]

### CM
- バンダイ シナモロール ポケットカフェタッチ（2006年 - ）
- トヨタ自動車 bB 『bBランド』篇（2007年 - ）
- KIREIMO 100% GIRLS!! 100人篇（2018年）

#### スチール・広告
- 長崎書店(熊本市) 長崎書店文庫フェア「La! Bunko」（2010年09月）[19]

### ミュージック・ビデオ
- Manodona「君といた夏 feat. クリス・ハート」（2012年12月5日）
- チャクラ・カーン「Kekasih Bayangan」(2017年04月21日）

### インターネット放送
- 『イマドキ妖怪Ch』（2014年4月2日 - 2014年9月24日、NHK TVアニメ「くつだる。」の公式 YouTubeチャンネル）[20]
- STOLABO TOKYO『スピカの夜』(2014年8月8日 - 2017年8月30日、Ustream）
  - スピカメラの旅 (2015年10月8日 - 2015年12月24日、YouTube）
- STOLABO TOKYO 『アミュモバメイキング～夏企画未公開ムービー大放出SP!!～』（2015年8月24日、Ustream）
- STOLABO TOKYO 「オーバーリング・ギフト」プロローグ #4・エピローグ（2017年6月12日・11月2日、Ustream）

## ライブ・イベント
- チップチューン・イベント「Pico Pico: Impossible」（2016年11月17日、渋谷clubasia）[21]

## 参加作品
- マボロシ☆ラ部 CDシングル「Merry Go World」（2014年11月19日）
NHK TVアニメ「くつだる。」のテーマ曲
- スピカの夜
  - 1st Digital Single「SPICA」（2015年3月18日）
  - 2nd Digital Single「YEAH!!!」（2015年11月11日）
  - 1st CD Mini Album「Tokyo Days,Tokyo Nights」（2017年2月22日）